# Residência Oficial da Granja do Torto
A Residência Oficial do Torto é uma das residências mantidas pela Presidência da República Federativa do Brasil. É uma propriedade com características de casa de veraneio, localizada no Setor Habitacional Torto, em Brasília.

## História
A residência oficial dos presidentes da República é o Palácio da Alvorada, inaugurado em 1958, antes mesmo da inauguração de Brasília. Todavia, a Residência Oficial do Torto já serviu de morada para alguns presidentes como João Goulart, João Baptista Figueiredo, Luiz Inácio Lula da Silva, Dilma Rousseff e Jair Bolsonaro.
Situada na ponta extrema da Asa Norte, às margens do Ribeirão do Torto (daí vem o nome do local), a Fazenda do Riacho Torto (como antigamente era conhecida) foi usada pela primeira vez por Íris Meinberg, diretor da NOVACAP (Companhia Urbanizadora da Nova Capital do Brasil). A Novacap, empresa responsável pelo planejamento e pela construção de Brasília, decidiu que sua diretoria (formada por quatro membros), deveria morar em quatro sítios, preparados para abastecer a nova capital do Brasil. Íris Meinberg era o diretor financeiro, e sua residência foi destinada ao fornecimento de galinhas e ovos -- era, portanto, uma "granja".
Outra versão narra que a Residência do Torto pertencia a João Goulart na ocasião do Golpe Militar em 1964. O nome seria devido a Adão Guedes, criado pela mãe de João Goulart, em São Borja, no Rio Grande do Sul, que era capataz da granja e que, por um acidente nas lidas do campo, teve um olho vazado por um arame farpado, passando a usar um olho de vidro. Guedes teria ficado conhecido como "o Torto" em razão desse acidente, advindo, daí, o nome da granja. Tal versão é contada por Manoel Ribas Guedes (1927), de São Borja, amigo dos tempos de adolescência de João Goulart e conhecedor de muitos detalhes da família Goulart em São Borja.[carece de fontes?]
Foi utilizada pelo Presidente Lula e a primeira-dama Marisa Letícia Lula da Silva, durante a extensa reforma no Palácio da Alvorada. Também era na granja que Lula realizava as tradicionais Festas Juninas para membros do governo, funcionários e amigos.
Em 2020, passou a ser habitada pelo Ministro da Economia, Paulo Guedes, à convite do presidente Jair Bolsonaro.
Ao ser eleito para seu terceiro mandato, Luiz Inácio Lula da Silva e a primeira-dama Janja Lula, decidiram não se mudar para a Granja do Torto antes da posse, marcada para 1º de janeiro. Segundo assessores próximos, o local precisa de uma reforma em alguns setores antes de receber o presidente.

### Galeria de arte
Estão no local obras de arte que fazem parte do acervo da Presidência da República. São trabalhos de diferentes épocas e estilos, tais como Italian pot with flowers (Pote italiano com flores), de Philip Sutton, e serigrafias de Carlos Scliar.